# Euphaedra paupera
Euphaedra paupera är en fjärilsart som beskrevs av Schultze 1920. Euphaedra paupera ingår i släktet Euphaedra och familjen praktfjärilar. Inga underarter finns listade i Catalogue of Life.